# Aeroportul Kitakyushu
Aeroportul Kitakyushu (IATA: KKJ, ICAO: RJFR) este un aeroport din Prefectura Fukuoka, Japonia ce deservește zona Kitakyūshū. Aeroportul a fost tranzitat în 2023 de 1.129.407 pasageri. A fost deschis în 16 martie 2006 și numit după zona deservită.
Situat la o altitudine de 6 m, aeroportul dispune de 1 pistă și ocupă o suprafață de 3.730.000 m². Este operat de Ministry of Land, Infrastructure, Transport and Tourism⁠(d).

## Infrastructură

### Piste
Aeroportul dispune de o singură pistă. Pista 18/36 are suprafața de beton și dimensiunile 2.500 m × 60 m. 